# Palacio de los condes de Heras y Soto
El palacio de los condes de Heras y Soto es un monumento histórico ubicado en la esquina que conforman las calles de República de Chile y la Calle de los Donceles, antes las calles de Manrique y la Canoa (respectivamente). Este palacio de dos niveles debe su nombre a los descendientes de los condes de Heras y Soto quienes habitaron en el magnífico recinto a comienzos del siglo XIX, cuando la familia ya se había establecido en la todavía Nueva España.

## Historia
El origen de esta construcción se ubica hacia mediados del siglo XVIII, exactamente en el año de 1760, cuando el platero sevillano Adrián Ximénez de Almendral, quien ocupó el importante cargo de veedor de la latería, mandó edificar el palacio. En 1769 un pequeño edificio adjunto fue construido para funcionar como habitación de su hija.
Cuando los condes de Heras y Soto se establecieron en el Virreinato, compraron la casa a una orden religiosa, y solo la habitaron por dos generaciones ya que en la segunda mitad del siglo XIX se le empezó a conocer como la "Casa de los Pimenteles", familia que comenzó a habitar el recinto por ese tiempo. Se le llamó así porque Mariana Heras Soto, única heredera, caso con Tomas López Pimentel, dándole a sus hijos los apellidos Pimentel Heras.
En la casa adjunta vivió, entre 1865 y 1869, Joaquín García Icazbalceta. En el siglo XX fungió como oficina de Ferrocarriles Nacionales hasta que el entonces Departamento del Distrito Federal lo adquirió en 1972 para que se estableciera el Archivo Histórico del Distrito Federal; en la casa adjunta se ubica el Fideicomiso del Centro Histórico.
Desde el 2007, el Instituto de Ciencia y Tecnología del Distrito Federal tiene su sede en este palacio, en el n.º 6 de la calle República de Chile.
En su interior se conserva la cabeza original de la Victoria alada de la Columna de la Independencia, destrozada tras su caída en el Terremoto de México de 1957.
Este palacio consta de dos niveles y dos edificios: el que corresponde al palacio principal y el otro de menores dimensiones. Ambos se encuentran integrados por una sola fachada. Las dos edificaciones cuentan con patio principal. La fachada principal es una de las más bellas muestras de un fino, bello y delicado trabajo del labrado de la cantera, que se puede apreciar en los balcones, la fachada principal y el ángulo de la esquina del palacio.